# Kelly Clark

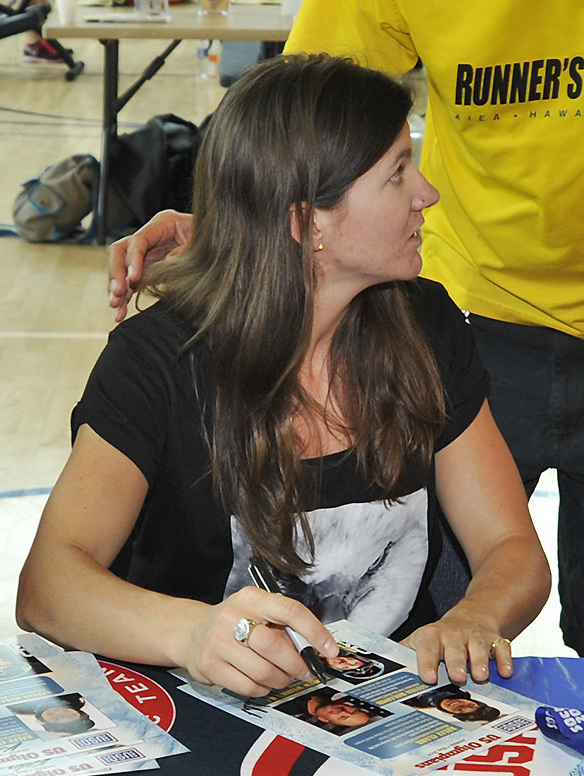
Kelly Clark dá autógrafos e se encontra com militares e dependentes durante feira de condicionamento físico e saúde na Base Conjunta de Pearl Harbor-Hickam.

Kelly Clark (Newport (Rhode Island), 26 de julho de 1983) é uma snowboarder estadunidense, campeã olímpica nos Jogos de Salt Lake City em 2002.

## Carreira
Nos Jogos Olímpicos de Inverno de 2002, na modalidade halfpipe do snowboard, ela foi campeã logo em sua primeira aparição em Olimpíadas. Após um quarto lugar nas Olimpíadas de Inverno de 2006, em Turim, Clark conquistou novamente uma medalha olímpica nos Jogos Olímpicos de Inverno de 2010, dessa vez a de bronze.
Além dos Jogos Olímpicos de Inverno, ela tem várias medalhas nos Winter X Games e em outros campeonatos.